# ルイス (猫)
ルイス（英語: Lewis）は、アメリカ合衆国のコネチカット州フェアフィールドで飼われていたネコの名前である。近隣住民を傷つけたとして、2006年3月に自宅軟禁処分を受けた。

## プロフィール
ルイスは事件当時5歳、白と黒の長毛種の雄ネコである。

## 事件
フェアフィールドの住人、少なくとも 6人以上が、ルイスにひっかかれるなどして襲われたと見られている。地元の動物管理官は、飼い主にルイスの拘束命令を下したが、そのような命令がネコの飼い主に対して行われるのはフェアフィールドでは初めてのことであった。
飼い主はルイスを家の外に出すことを禁じられ、本人曰く「外に出られずひどく憔悴した」ルイスを抗うつ薬で癒そうと試みることまでした。
ルイスの飼い主の女性は、「近隣住民を危険に陥れた罪」で逮捕された。同州ブリッジポートの裁判所で審理が行われ、一時はルイスを安楽死させるという声も上がったが、飼い主はルイスが殺されるよりはフェアフィールドを離れることを望んだ。
また飼い主は、「ある日、ルイスは誰かに卵をぶつけられて帰ってきたわ。それにホースで水をぶっかけられたこともあったのよ。あの人たち、このかわいそうな仔をいじめ続けてきたんだわ」と証言し、ルイスの正当防衛を主張した。
2006年6月20日、ルイスの飼い主に対して判決が下され、ルイスを家から一歩たりとも外に出してはならず、また、飼い主を2年間の保護観察処分とし、50時間の奉仕活動を命じる旨、判示した。
この判決を受けて、ユタ州の動物保護施設はルイスの引き取りを申し出た。しかし、飼い主は代理人弁護士を通して「ルイスは南ニューイングランドでの生活を楽しんでおり、ここにいることを望んでいる」として申し出を断った。

## 社会への影響
ネコを自宅軟禁するという判決は、アメリカ国内のみならず、国外からも多くのメディアの注目を集めることとなった。一方、ルイスの安楽死を主張した「被害者」たちは、自分達の怒りが戯画化されて取り沙汰されるという事態に陥り、それに対してさらに抗議せざるを得ない（それによってまたまた世間の嘲笑を浴びることになるにもかかわらず）という状況になってしまった。
動物愛護団体など、ルイスの支持者たちはルイスのウェブサイトを開設し、500枚以上の「ルイスを救え」Tシャツが売られ、飼い主を支援する基金の設立が図られた。また、インターネットを通じてルイス支持を嘆願するウェブサイトも開設されている。